# Rolf Kunze
Rolf Kunze (* 28. Juni 1926 in Witzschdorf; † 2010) war ein deutscher Pädagoge und Holzschnitzer.

## Leben und Wirken
Seine Kindheit verlebte Kunze in seinem Geburtsort Witzschdorf bei Zschopau im Erzgebirge. Bereits in dieser Zeit begann er mit dem Schnitzen. Nach dem Zweiten Weltkrieg ergriff der gelernte Elektriker die Möglichkeit, nach Vorbereitung in einer Arbeiter-und-Bauern-Fakultät, Pädagogik für die Unterstufe an der Universität Leipzig zu studieren.
Nach Abschluss des Studiums führte ihn sein Weg zunächst als Lehrer an die Grundschule in Augustusburg über den Direktorenposten der allgemeinbildenden Schule in Niederwiesa bis zum wissenschaftlichen Mitarbeiter des pädagogischen Bezirkskabinetts Karl-Marx-Stadt, unter anderem für Kunsterziehung. Von 1974 bis 1990 war er Leiter der Abteilung Kunsterziehung an der Pädagogischen Fachschule für Kindergärtnerinnen in Karl-Marx-Stadt.
1953 absolvierte Kunze eine Ausbildung von Schnitzlehrern am Haus für erzgebirgische Volkskunst in Schneeberg, geleitet durch Reinhold Langner aus Dresden. Folgend absolvierte er ein Fernstudium sowie die externe Oberstufenprüfung in Kunsterziehung an der Universität Leipzig. Später untersuchte er das Schnitzen und die Holzgestaltung im Erzgebirge. Betreut wurde er hierbei durch den Volkskundler Manfred Bachmann.
1976 verteidigte er am Institut für Kunstgeschichte der Universität Leipzig erfolgreich seine Dissertation mit dem Thema: „Zur Systematik der Entwicklung von Fähigkeiten des plastischen Gestaltens im bildnerischen Volksschaffen, Bereich Schnitzen/Holzgestaltung“.
Kunze arbeitete unter anderem in der Bezirksfachkommission Kunsterziehung, wirkte an jährlichen Ferienlehrgängen des Bezirkes mit, hielt Vorträge und verfasste methodische Anleitungen für Schnitzgemeinschaften. Anfang der 1960er Jahre erarbeitete Kunze zudem Lehrpläne für die „Spezialschule“ (Fachgebiet Schnitzen/Holzgestaltung) – der erste Lehrgang fand 1963 in Annaberg statt. Des Weiteren verfasste er 1971 eine Schnitzfibel für Kinder und Jugendliche. Kunze war an der Gründung der Volkskunstschule Oederan im Jahre 1967 beteiligt und gestaltete dort maßgeblich die Lehrpläne mit.
Ebenso wirkte er vor 1990 ehrenamtlich in zahlreichen Gremien, unter anderem in der zentralen Arbeitsgemeinschaft Volksschaffen, dem Redaktionsbeirat „Bildnerisches Volksschaffen“ sowie im Wissenschaftlichen Beirat des Folklorezentrums Erzgebirge/Vogtland. Für seinen langjährigen Wohnort Niederwiesa erarbeitete er den Entwurf für eine Ortspyramide und schuf 1961 die Figuren dazu.

## Werke (Auswahl)
- Die Volkskunst des Schnitzens im Erzgebirge. Tradition – Wesen – Gestaltung, Teil III: Vom neuen Anbruch, Schneeberg 1986
- Schnitzen und Drechseln wie im Erzgebirge. Werkstattbuch mit Anleitungen und Vorlagen, Augustus-Verlag, 1998, ISBN 3804301908
- Volkstümliches Schnitzen und Gestalten in Holz, Augustus-Verlag, 1992, ISBN 3804301266
- Schnitzen und Gestalten in Holz. Eine Anleitung zum künstlerischen Sehen und zu kreativer Tätigkeit, Urania Verlag, 1990, ISBN 3332002260